# Data Definition Language
In informatica il Data Definition Language (DDL) è un linguaggio, parte del linguaggio SQL, che permette di creare, modificare o eliminare gli oggetti in un database ovvero agire sullo schema di database. Sono i comandi DDL a definire la struttura del database e quindi l'organizzazione logica dei dati in esso contenuti, ma non fornisce gli strumenti per modificare i valori assunti dai dati o per interrogare i dati stessi per il quale si usano rispettivamente il Data Manipulation Language e il Data Query Language. È utilizzato sia in fase di progettazione, sia in fase di ristrutturazione del database. Per agire sulla struttura del database l'utente deve avere i permessi necessari, assegnati tramite il Data Control Language (DCL).

## Domini

### Create Domain
Oltre ai tipi come integer, char, float, ... possiamo crearne altri: la creazione è simile ad una ridenominazione di un tipo fondamentale visto tra quelli sopra o di un tipo creato ex novo, ereditandone tutte le caratteristiche.

#### Sintassi del comando Create Domain
```
CREATE
 
DOMAIN
 
nome_dominio
 
AS
 
tipo
 
[
 
ValoreImpostato
 
]
 
[
 
Vincolo
 
]
 
{
 
DefSchema
 
}

```

Si crea un tipo di nome nome_dominio partendo da un precedente tipo, impostando un opzionale valore di default ed un insieme di vincoli. Questa operazione permette di definire una ed una sola volta tutte le caratteristiche (vincoli) che possono essere associati ad un attributo, quando questo è utilizzato in più tabelle, evitando così ridondanze.

### Drop Domain
Elimina un dominio definito dall'utente.

#### Sintassi del comando Drop Domain
```
DROP
 
DOMAIN
 
nome_dominio
 
[
CASCADE
|
RESTRICT
]

```

Se si specifica CASCADE, tutte le colonne delle tabelle che appartengono a tale dominio verranno cancellate con esso. Se si specifica RESTRICT, che è il valore predefinito, questa operazione non verrà eseguita.

## Schemi

### Create schema
Lo schema è una collezione di tutti gli oggetti che faranno parte della base di dati, cioè domini, tabelle, viste, privilegi, asserzioni. È un po' come la parte dichiarativa di un programma scritto con un linguaggio imperativo: prima creiamo i tipi, le funzioni e le procedure, poi le utilizziamo nel corpo.

#### Sintassi del comando create schema
```
CREATE
 
SCHEMA
 
[
 
NomeSchema
 
]
 
[
 
[
 
autorization
 
]
 
Autorizzazione
 
]
 
{
 
DefElementoSchema
 
}

```

Autorizzazione è il nome dell'utente proprietario dello schema; se mancante si assume che sia l'utente che ha lanciato il comando. Il NomeSchema può essere omesso: in tal caso il nome sarà quello dell'utente proprietario. Per ogni utente ci sono delle Autorizzazioni cioè possiamo imporre certi limiti a chi interroga la nostra base di dati.

### Drop Schema
Cancella uno schema già definito.

#### Sintassi del comando Drop Schema
```
DROP
 
SCHEMA
 
nome_schema
 
[
CASCADE
|
RESTRICT
]

```

Se si specifica CASCADE, tutti gli oggetti che fanno parte dello schema verranno cancellati. Se si specifica RESTRICT, che è il valore predefinito, gli oggetti che fanno parte dello schema verranno preservati.

## Database

### Create database
Il comando CREATE DATABASE serve a creare un nuovo database, che potrà contenere tabelle, viste, stored procedure, trigger o altri tipi di oggetti.

#### Sintassi del comando create database
La sintassi è la seguente:
```
CREATE
 
{
DATABASE
 
|
 
SCHEMA
}
 
nome_database

[
create_specification
 
[,
 
create_specification
]
 
...]

   

create_specification
:

[
DEFAULT
]
 
CHARACTER
 
SET
 
charset_name

|
 
[
DEFAULT
]
 
COLLATE
 
collation_name

```

Se nell'esecuzione del comando si specifica [IF NOT EXISTS] si crea il database solo se non esiste, in caso contrario non verrà restituito alcun errore. La stringa create_specification permette di inserire delle opzioni nella creazione del database. Tramite CHARACTER SET si inserisce il set di caratteri supportato nel database. Tramite COLLATE si possono definire i dati di default del database.

### Alter database
Il comando ALTER DATABASE serve a modificare un database esistente. Non esiste nello standard SQL, ma la maggior parte dei DBMS lo implementa.

#### Sintassi del comando alter database
La sintassi è la seguente:
```
ALTER
 
{
DATABASE
 
|
 
SCHEMA
}
 
[
nome_database
]
   

[
DEFAULT
]
 
CHARACTER
 
SET
 
charset_name

|
 
[
DEFAULT
]
 
COLLATE
 
collation_name

```

### Drop database
Il comando DROP DATABASE serve a cancellare un database. Tale comando non esiste nello standard SQL, ma tutti i DBMS lo implementano.

#### Sintassi del comando drop database
La sintassi è la seguente:
```
DROP
 
DATABASE
 
nome_database

```

## Tabelle

### Create table
Il comando CREATE TABLE ha la funzione di creare una nuova tabella (o tavola).

Il nome della tabella può essere scritto indifferentemente in MAIUSCOLO o in minuscolo, in ogni caso, però, è necessario che rispetti le seguenti regole:
- Può essere formato da lettere e numeri, ma il primo carattere deve sempre essere una lettera;
- Non può superare i 30 caratteri di lunghezza;
- Non può avere lo stesso nome di una tabella o vista già esistente sullo stesso utente di database.

Oltre a definire gli attributi di una tabella è possibile definire dei vincoli.

La tabella può essere creata vuota (vedi la create table semplice) oppure può essere creata e riempita di dati (vedi la create table mediante select): nel secondo caso la struttura della tabella è definita implicitamente dal numero di colonne (o campi) estratti dalla select, dal tipo di dato di ciascuna colonna e dai nomi delle rispettive colonne estratte dalla select (o dagli alias ad esse applicati).
Nel caso in cui la tabella venga popolata in fase di creazione, la transazione viene automaticamente conclusa da un comando di commit.

#### Vincoli d'integrità
Per implementare i vincoli di integrità con l'SQL esistono delle parole riservate.

##### Vincoli intrarelazionali
- NOT NULL: Il vincolo not null indica che il valore nullo non è ammesso come valore dell'attributo; in tal caso l'attributo deve sempre essere specificato tipicamente in fase di inserimento. Se all'attributo è però associato un valore di default diverso dal valore nullo, allora diventa possibile effettuare l'inserimento anche senza fornire un valore dell'attributo, in quanto all'attributo viene automaticamente assegnato il valore di default.
- UNIQUE: Un vincolo unique si applica ad un attributo o un insieme di attributi di una tabella e impone che i valori dell'attributo (o le ennuple di valori sull'insieme di attributi) siano una (super) chiave, cioè righe differenti della tabella non possano comparire su diverse righe senza violare il vincolo in quanto si assume che i valori nulli siano tutti diversi tra loro.
- PRIMARY KEY: Nella definizione di una tabella è necessario specificare per ogni relazione la chiave primaria, il più importante tra gli identificatori della relazione. SQL permette così di specificare il vincolo primary key una sola volta per ogni tabella. Il vincolo primary key può essere definito direttamente su un singolo attributo, oppure essere definito elencando più attributi che costituiscono l'identificatore.

##### Vincoli interrelazionali
Per la gestione di questo tipo di vincoli si utilizza la FOREIGN KEY (ovvero chiave esterna). 
Questo vincolo crea un legame tra i valori di un attributo della tabella corrente e i valori di un attributo di un'altra tabella che è in relazione alla tabella corrente stessa. Il vincolo impone che per ogni riga della tabella il valore dell'attributo specificato se diverso dal valore nullo sia presente nelle righe della tabella esterna tra i valori corrispondenti dell'attributo.

#### Sintassi del comando create table
- Creazione semplice (l'aggiunta di una CONSTRAINT è opzionale):

```
CREATE
 
TABLE
 
nome_tabella
(

 
nome_colonna1
 
tipo
 
di
 
dato
 
CONSTRAINT
,

 
nome_colonna2
 
tipo
 
di
 
dato
 
CONSTRAINT
,

 
nome_colonna3
 
tipo
 
di
 
dato
 
CONSTRAINT
,

 
...

 
nome_colonnaN
 
tipo
 
di
 
dato
 
CONSTRAINT
);

```

- Creazione mediante select:

```
CREATE
 
TABLE
 
nome_tabella

AS

SELECT
...;

```

### Alter table
- Il comando ALTER TABLE ha la funzione di modificare la struttura della tabella.
- L'operatore ADD consente di inserire una nuova colonna su una tabella esistente oppure di aggiungere delle constraint alle colonne della tabella.
- L'operatore MODIFY consente di cambiare il tipo di dato e/o la constraint propri di ogni colonna di una tabella.
- L'operatore DROP consente di eliminare la constraint dalla colonna.

#### Sintassi del comando alter table

##### Operatore add
- Inserimento di una nuova colonna:

```
ALTER
 
TABLE
 
nome_tabella

ADD
 
nome_colonna_nuova
 
tipo_di_dato
 
CONSTRAINT
;

```

- Aggiunta di una chiave primaria (primary key):

```
 
ALTER
 
TABLE
 
nome_tabella

 
ADD
 
CONSTRAINT
 
nome_tabella_pk

 
PRIMARY
 
KEY
 
(
nome_colonna
));
 
/*che funge da chiave primaria*/

```

- Aggiunta di un indice:

```
 
ALTER
 
TABLE
 
nome_tabella

 
ADD
 
CONSTRAINT
 
nome_tabella_pk

 
ADD
 
INDEX
 
nome_indice
 
(
nome_colonna
)

```

- Aggiunta di una chiave esterna (foreign key) ereditata da un'altra tabella:

```
 
ALTER
 
TABLE
 
nome_tabella_figlia

 
ADD
 
CONSTRAINT
 
nome_tabella_figlia_fk

 
FOREIGN
 
KEY
 
(
nome_colonna
)
 
/*che funge da chiave esterna sulla tabella figlia*/

 
REFERENCES
 
nome_tabella_padre
 
(
nome_colonna
));
 
/*che funge da chiave primaria sulla tabella padre*/

```

##### Operatore modify
- Modifica del tipo di dato di una colonna:

```
 
ALTER
 
TABLE
 
nome_tabella

 
MODIFY
 
nome_colonna
 
tipo
 
di
 
dato
 
nuovo
;
 
/*il tipo di dato nuovo deve essere compatibile*/

```

- Modifica della constraint di una colonna:

```
 
ALTER
 
TABLE
 
nome_tabella

 
MODIFY
 
nome_colonna
 
CONSTRAINT
 
nuova
;

```

##### Operatore drop
- Eliminazione della chiave primaria:

```
 
ALTER
 
TABLE
 
nome_tabella

 
DROP
 
PRIMARY
 
KEY
;

```

- Eliminazione della chiave esterna:

```
 
ALTER
 
TABLE
 
nome_tabella_figlia

 
DROP
 
CONSTRAINT
 
nome_tabella_figlia_fk
;

```

### Drop table
Il comando DROP TABLE consente di distruggere una tabella, eliminandola fisicamente dal database. Come tutti i comandi DDL è un'operazione irreversibile, e provoca la perdita di tutti i dati contenuti nella tabella.

#### Sintassi del comando Drop table
```
DROP
 
TABLE
 
nome_tabella
 
[
CASCADE
|
RESTRICT
]

```

### Rename
Il comando RENAME consente di rinominare i nomi degli attributi di una tabella. Nello standard SQL non esiste, ma molti Dbms lo implementano ad esempio postgres.

#### Sintassi del comando Rename
```
RENAME
 
nome_tabella
 
TO
 
nuovo_nome_tabella
;

```

## Indici

### Create Index
È una scorciatoia per evitare alter table complessi. Aggiunge un indice a una tabella.

#### Sintassi del comando Create Index
```
CREATE
 
[
UNIQUE
]
 
INDEX
 
nome_indice

 
ON
 
nome_tabella
 
(
nome_colonna
 
[
ASC
|
DESC
])

```

Se si specifica UNIQUE, l'indice è unico, cioè i valori al suo interno non possono essere duplicati.

Se si specifica ASC i valori all'interno dell'indice saranno in ordine ascendente, se si specifica DESC saranno in ordine discendente; il valore predefinito è il primo.

### Drop Index
È una scorciatoia per evitare alter table complessi. Elimina un indice da una tabella.

#### Sintassi del comando Drop index
```
DROP
 
INDEX
 
nome_indice

  
ON
 
nome_tabella

```

## Strumenti per la gestione
- PL/SQL Developer - Distribuito da AllRoundAutomations
- SQL Server Management Studio - Distribuito da Microsoft
- SQL Manager Studio - Distribuito da Stevtech